# Runic Games
Runic Games était un studio américain de développement de jeux vidéo basé à Seattle.

## Histoire
Il a été fondé en 2008 par Travis Baldree, créateur de Fate, et trois vétérans de Blizzard North ayant notamment travaillé sur Diablo : Max Schaefer, Erich Schaefer et Peter Hu ainsi que l'équipe de Flagship Studios développant le projet Mythos,. Le studio est financé par Perfect World.
Runic Games a été créé dans le but spécifique de rassembler l'équipe à l'origine du jeu Mythos afin de développer un nouveau jeu vidéo d'action RPG en tant que "successeur spirituel" de leur projet précédent. Ayant perdu les droits sur le jeu Mythos après à la dissolution de Flagship Studios, l’équipe a alors pour objectif de développer un MMORPG utilisant un système de jeu proche de celui de Diablo. Ils décident néanmoins de commencer par développer un jeu moins complexe, baptisé Torchlight, destiné à présenter l’univers de leur futur MMORPG,. En cours de développement, l'équipe engage Matt Uelmen, compositeur de la série Diablo de Blizzard Entertainment.  Un an après sa sortie, le 27 octobre 2009, Runic annonce malgré tout le développement de Torchlight II en expliquant que celui-ci doit permettre à l’équipe d’acquérir plus d’expérience dans le développement d’un mode multijoueurs. Il est publié le 20 septembre 2012 et connait un certain succès commercial avec deux millions d'exemplaires vendus en seulement dix mois. À la sortie de Torchlight II, Runic Games annonce qu’il n'est plus prévu de créer un MMORPG basé sur l’univers du jeu. Un nouvel épisode de la série, baptisé Torchlight Mobile et destiné aux téléphones mobiles fonctionnant sous iOS et Android, est cependant en cours de développement, sa sortie étant prévue pour 2015. Le jeu sera disponible gratuitement en téléchargement et proposera une nouvelle aventure se déroulant après les événements de Torchlight II et pouvant être joué en multijoueur. Le studio a également annoncé la création d'un jeu d'aventure, baptisé Hob, basé sur une nouvelle licence.
Max Schaefer avait proposé, à l'origine, le nom suivant pour la société " Surprise Truck " qui a été changé étant donné que les réceptionnistes recevaient une multitude d'appels lui demandant si elle était disponible pour effectuer des livraisons par camion.
Le studio a notamment été désigné comme l'un des cinq meilleurs studio de développement par le site Gamasutra en 2009.
En 2010, Perfect World investit 8,4 millions de dollars dans Runic Games et en devient le propriétaire majoritaire.
En mars 2014, le cofondateur Erich Schaefer et Travis Baldree quittent le studio pour former un nouveau studio indépendant, Double Damage Games,.
C'est autour de Max Schaefer a quitté le studio début 2016 pour fonder Echtra Games, qui comprend un certain nombre d'anciens employés de Blizzard et de Runic. En août 2018, Echtra a annoncé Torchlight Frontiers qui se base sur l'univers de Torchlight.
Le 3 novembre 2017, conformément à l'orientation prise par l'entreprise qui consiste à se tourner vers les marchés des "jeux en tant que service", Perfect World annonce la fermeture de Runic Games. Une partie des développeurs comprenant Marsh Lefler, Patrick Blank, Allen Fong et John Dunbar, ainsi que d'anciens membres de Gearbox Software décide de créer Monster Squad Games et développent actuellement un jeu coopératif.